# Coptodactyla matthewsi
Coptodactyla matthewsi är en skalbaggsart som beskrevs av Reid 2000. Coptodactyla matthewsi ingår i släktet Coptodactyla och familjen bladhorningar. Inga underarter finns listade i Catalogue of Life.